# 치보르 졸탄
치보르 졸탄(헝가리어: Czibor Zoltán, 1929년 8월 23일 ~ 1997년 9월 1일)은 헝가리의 전 축구 선수였다. 1952년 하계 올림픽과 1954 FIFA 월드컵에 참가한 바 있다.
카포스바르 출신. 축구 선수가 되어 헝가리 축구 국가대표팀의 일원이 되었으나 헝가리 혁명 이후 추방되었다. 그 뒤 스페인으로 이주하여 FC 바르셀로나에 들어갔고, 그는 그곳에서 승리를 거두었다. 그 뒤 9개월 가량을 그 팀에서 활동하다가 지역 경쟁 팀인 RCD 에스파뇰로 옮겼고, 은퇴 후 헝가리로 귀국하였다.
1997년 교르에서 사망했다.

## 수상

#### 페렌츠바로시
- 헝가리 1부 : 1949

#### 혼베드
- 헝가리 1부 : 1954, 1955

#### 바르셀로나
- 라리가 : 1958–59, 1959–60
- 인터 시티스 페어스컵 : 1958-60

#### 헝가리
- FIFA 월드컵 준우승 : 1954
- 올림픽 금메달 : 1952
- 중부 유럽 챔피언스컵 : 1953